# 盧培権
盧 培権（ロ・ベグォン、朝鮮語: 로배권、1938年12月27日 - 2021年8月5日 ）は、朝鮮民主主義人民共和国の政治家。黄海南道党委員会責任書記兼人民委員会委員長、黄海北道党委員会責任書記、朝鮮労働党中央委員会委員、朝鮮労働党軽工業部副部長などを歴任した。

## 経歴
1938年生まれ。出生地は不明。1989年に文川郡党委員会責任書記兼人民委員会委員長に就任し、1998年9月に最高人民会議第10期代議員に選出され、黄海南道党委員会責任書記兼人民委員会委員長に任命され、2006年まで務めた。2007年に金敬姫が部長を務める朝鮮労働党軽工業部の副部長に就任し、ここで金正日総書記の信頼を得た。2010年6月に農業問題が深刻な黄海北道の党委員会責任書記に任命され、同年9月28日に開催された朝鮮労働党第3回党代表者会で、朝鮮労働党中央委員会委員に選出された。金正日総書記より、優先的に肥料などを投入されたにもかかわらず、2012年7月に黄海北道で餓死者が続出したため、党委員会責任書記を解任された。
2021年8月5日に死亡したことが2023年9月15日の朝鮮中央通信の報道によって明らかとなった。

## 参考サイト
북한정보포털
| 先代 | 黄海北道党委員会責任書記1998年 - 2006年 | 次代崔竜海 |

| 先代金洛姫 | 黄海南道党委員会責任書記2010年 - 2012年 | 次代朴永虎 |